# Stéphane Cornicard
Stéphane Cornicard, né le 12 octobre 1964 à Cherbourg, est un acteur et directeur artistique français.
Après une apparition dans le film Il faut sauver le soldat Ryan de Steven Spielberg, il se fait connaître pour son travail dans le doublage de jeux vidéo tels que Metal Gear Solid, Half-Life 2 ou encore Syphon Filter.
Il a remporté plusieurs prix, dont le titre de Voix off internationale de l’année aux Voice Arts Awards à Los Angeles en 2022 et 2023,,.

## Biographie
Stéphane Cornicard a grandi à Cosqueville et a fréquenté le collège Denis-Diderot à Tourlaville, puis le lycée Jean-François Millet à Cherbourg, où il a obtenu son baccalauréat. Passionné par le théâtre grâce à son professeur François David, il a poursuivi ses études à l'université de Caen, où il a obtenu une licence de lettres modernes.
Il s'est installé à Londres en 1987 et a travaillé dans divers domaines de l'industrie de la voix et du jeu d'acteur. Il est connu pour ses rôles dans des films tels que Il faut sauver le soldat Ryan de Steven Spielberg. En tant que comédien de doublage, il a prêté sa voix à de nombreux personnages de jeux vidéo comme Liquid Snake dans Metal Gear Solid, Gabriel Logan dans Syphon Filter, et le G-Man dans Half-Life 2. Il a également prêté sa voix à Napoléon Bonaparte dans le jeu Napoleon: Total War en français, anglais, allemand et espagnol.
En plus de son travail dans les jeux vidéo, il a doublé des personnages dans des films d'animation, des séries télévisées et des publicités.Il a également prêté sa voix à la Croix-Rouge française pour leur campagne contre les mines antipersonnel.
Il a remporté le prix de la Voix off internationale de l'année aux Voice Arts Awards en 2022 et 2023, ainsi que plusieurs prix au festival britannique One Voice Awards,,. En 2024, il a joué dans un clip promotionnel de la Cité de la Mer et dans un court métrage réalisé par Maxime Chefdeville, se déroulant à Caen pendant les bombardements de la Seconde Guerre mondiale.

## Filmographie
(juin 2025).

### Cinéma
- 1998 : Il faut sauver le soldat Ryan : Jean
- 2015 : Spectre : Head of Nation

### Téléfilms
- 1989 : Absence Radar : Radar operator

### Séries télévisées
- 1996 : Screen Two : Journaliste (épisode "Deadly Voyage")
- 1996 : The Knock : Jacques Orleans
- 1996 : Sharpe : Colonel Maillo (épisode "Sharpe's Siege")
- 1997 : Sharpe : Colonel Maillo (épisode "Sharpe's Revenge")
- 1999 : The Bill : Lieutenant Golmard (épisode "Foreign Body")
- 2004 : True Horror with Anthony Head : Actor (épisode "Werewolves")
- 2005 : Colditz : Leblanc (épisodes "Part One" et "Part Two")
- 2005 : Broken News : French Anchor (épisode "Hijack")
- 2006 : Femme$ de footballeurs : Responsable de service
- 2008 : 10 Days to War : Philippe Michel
- 2008 : Mon corps, ce héros : Caver
- 2010 : Affaires non classées : Francois Dupont
- 2011 : Come Fly with Me : French Passenger
- 2012 : Pini : Guilleme
- 2012 : The Paradise : Fabian Eberhart
- 2019 : Manhunt : Jean-Francois Delagrange
- 2022 : Go Buster! : Monty
- 2022 : Buster's Big Halloween : Monty
- 2024 : Doctor Who: The Lost Stories : Jules Perrier (épisode "Operation Werewolf")

### Documentaires
- 2003 : Warrior Women : Cauchon (épisode "Joan of Arc")
- 2004 : True Horror with Anthony Head : Actor (épisode "Werewolves")

### Courts-métrages
- 2007 : À bout de truffe : Jean Dubois
- 2011 : Waiting for a Stranger : Mattius
- 2014 : Avenue to Nowhere : Assassin

## Doublage

### Cinéma
- 2004 : Capitaine Sky et le Monde de demain : l'animateur français
- 2009 : The Messenger : Dale Martin (Steve Buscemi)
- 2016 : The Unimaginable Journey of Peter Ertel : voix additionnelles
- 2019 : Avengement : Lincoln Burgess (Craig Fairbrass)
- 2022 : Thor : God of Thunder : Odin (Vernon Wells)
- 2022 : Le Prince des mers : ? (?)
- 2022 : Night of the British Dead : Harry Cooper
- 2024 : The Spy Code (en) : ? (?)
- 2024 : Unis même après la mort (en) : Derek (Peter Egan)
- 2024 : Riff Raff : Leftie (Bill Murray)

### Télévision

#### Séries télévisées
- 2013 : Jo : Dédé [Qui ?]
- 2013 : Tunnel : TT [Qui ?]
- 2021 : Monster from British Hell : Dan Morgan [Qui ?]

#### Séries d'animation
- 2008 : Mama Mirabelle : Jacques le morse
- 2022 : Corpse Talk : William Ier
- 2023 : Hammer and Bolter (en) : Chaplain Liminas (épisode Eternal)

#### Téléfilms
- François Truffaut dans :
  - François Truffaut: The Man Who Loved Cinema - Love and Death (1996) : lui-même
  - François Truffaut: The Man Who Loved Cinema - The Wild Child (1996) : lui-même (générique uniquement)

### Jeux vidéo
- 1998 : Metal Gear Solid : Liquid Snake
- 1999 : Syphon Filter : Gabriel Logan
- 2000 : Syphon Filter 2 : Gabriel Logan
- 2001 : Syphon Filter 3 : Gabriel Logan et voix additionnelles
- 2003 : Primal : Count Raum
- 2003 : Worms 3D : voix additionnelles
- 2004 : Fable : Graveyard
- 2004 : Worms Forts: Under Siege! : voix additionnelles
- 2005 : Fable: The Lost Chapters : Graveyard Voice
- 2005 : Shinobido : Gamuran (version anglaise)
- 2006 : Medieval II: Total War : voix additionnelles
- 2007 : Fire Emblem: Radiant Dawn : voix additionnelles (version française)
- 2008 : Fable II : voix additionnelles
- 2009 : IL-2 Sturmovik: Birds of Prey : voix additionnelles
- 2009 : Dragon Age: Origins : Riordan
- 2010 : Napoleon: Total War : Napoléon Bonaparte (français, anglais, allemand, espagnol)
- 2010 : GoldenEye 007: Reloaded : voix additionnelles
- 2010 : James Bond 007: Blood Stone : voix additionnelles
- 2011 : Dragon Age 2 : Stroud et Hubert
- 2011 : Total War: Shogun 2 : voix additionnelles
- 2011 : Operation Flashpoint: Red River : des Marines
- 2014 : Dark Souls II : Lonesome Gavlan
- 2014 : GRID Autosport : voix additionnelles
- 2014 : Dragon Age: Inquisition : Stroud
- 2016 : Dark Souls III : Greirat of the Undead Settlement
- 2016 : Overwatch : Maximilien (version anglaise)
- 2016 : Total War: Warhammer : Louen Leonceour
- 2017 : Horizon Zero Dawn : Patrick Brochard-Klein
- 2017 : Absolver : voix additionnelles
- 2017 : Total War: Warhammer 2 : voix additionnelles
- 2017 : Lego Marvel Super Heroes 2 : voix additionnelles
- 2019 : Proze: Enlightenment : le narrateur
- 2019 : A Plague Tale: Innocence : Vitalis
- 2019 : Home Sweet Home 2 : Shaman Chai
- 2021 : Battlefield 2042 : Pyotr 'Boris' Guskovsky
- 2022 : Expeditions: Rome : Syneros
- 2022 : Ghost on the Shore : Scruff
- 2022 : Diablo Immortal : voix additionnelles
- 2022 : Steelrising : le comte de Mirabeau
- 2022 : Overwatch 2 : voix additionnelles
- 2022 : Warhammer 40,000: Darktide : Chaos Ogryn
- 2023 : Shadow Gambit: The Cursed Crew : Arimtrice
- 2024 : Last Days of Snow : Leif

## Voix off

### Documentaires
- 2013 : Egypt 3D : voix additionnelles
- 2014 : Micky Flanagan's Detour De France : le narrateur
- 2015 : The First Film : Louis le Prince
- 2015 : Napoléon : voix additionnelles
- 2017 : Sardari's Enigma : voix additionnelles
- 2020 : African Apocalypse : Colonel Klobb

### Podcasts
- 2004 : Doctor Who: The Monthly Adventures : Daqar Keep
- 2023 : Far Cry: Rise of the Revolution : Professeur
- 2023 : Theatre of the Damned : Michel

### Publicités
- Croix Rouge
- Cartoon Network
- TCM
- Buly
- PokerStars